# Juanita Dientes Verdes
Juanita Dientes Verdes es un grupo colombiano de rock con muchos sonidos similares al metal, principalmente, y grunge, representativo de la escena de alternativa de los años 90 en la ciudad de Medellín.

## Historia
Juanita Dientes Verdes es un nombre tomado de una leyenda irlandesa sobre un hada que devoraba niños a la orilla de los lagos. Así decidieron bautizar al proyecto musical conformado por Guido Isaza, en la voz; Luis Guillermo Hoyos, en el bajo; Juan David Villa, en la guitarra y Juan Carlos Berdugo, en la batería. Con esa formación se dieron a conocer en el circuito roquero de Medellín y lograron un contrato con el sello Codiscos, con el que grabaron en 1993 un EP que incluía las canciones "A,e,i,o,u" y "Plácido Domingo", luego convertidos en clásicos del underground paisa.
A fuerza de difundir su trabajo en el circuito subterráneo con presentaciones en bares y universidades, en 1994 grabaron Plumas de pato, su segundo trabajo discográfico. De ahí se difundió el sencillo "Quiero ser".
Cuando el sello Codiscos les propuso grabar un nuevo álbum con un sonido más comercial, el grupo decidió terminar su contrato. De forma independiente grabaron el demo Flour Power, de reducido tiraje con canciones en inglés y español, dando lugar a una etapa de conciertos subterráneos que culminó cuando Guido Isaza, se radicó en Los Ángeles. En 2005 regresó el fundador del grupo y organizó un concierto de reencuentro en Medellín, que por su alta convocatoria motivó a la edición de un compilado en vivo titulado No nacimos pa' semilla.
Desde 2008, el grupo se reactivó con el regreso definitivo de Isaza a Medellín, la ciudad que vio nacer al grupo, anunciando futuras presentaciones.

## Discografía

### Producciones de estudio
- Juanita Dientes Verdes (EP) (Codiscos, 1993)
- Plumas de pato (Codiscos, 1994)
- Flour Power (Pussy Music, 1998)
- No nacimos pa' semilla (Slo-Blo Records, 2005)
- Trece Plegarias (Slo-Blo Records, 2011)
- 7 Milagrox (Slo-Blo Records, 2013)
- El Color y Sabor de La Madera (Slo-Blo Records, 2013)

### Demos y grabaciones
- Los Niños del Pantano (1992)
- Pro Mix Sessions (1994)
- Archivo (1995)
- Pussy Sessions (1996)
- Pro MiXmas Sessions (1996)
- Tras la Puerta (1997)
- Punto Diamante (1998)
- Studio Outtakes (2009)
- Demos 13 Plegarias (2010)
- Electro Rock (2011)
- Lanzamiento 13 Plegarias (2011)
- Acustic Live Session (2012)
- Festival Hertz (2012)
- Live Session Repertorio: Rock al Parque (2012)
- No Distorsion (2012)
- Sub 19 Rionegro (2012)
- Live @ Casa Red (2013)

### Participación en compilados
- Subterránea Vol. 1 (1998)
- The Best of Colombian Punk (2006)
- Radiónica Vol.5 (2012)

### Videoclips
- Plácido Domingo (1993)
- Quiero ser (1995)
- A, E, I, O, U (2006)
- Quiero ser (concierto de reencuentro, 2006)

### Otros proyectos
- Tribal, Sci-Fi Type Terrorism (1999)
- Ballpit (2001-2004)
- Jazzesinos (2010)
- Ohmaigad (2011-presente)
- Stoner Love (2014-presente)